# Lettera di corsa

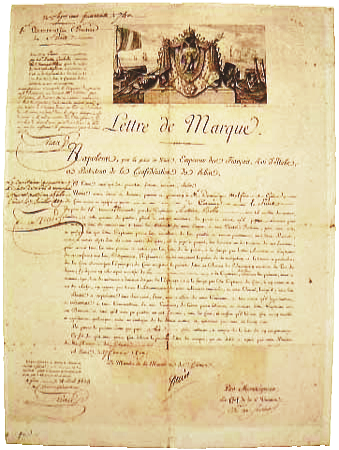
Lettera di corsa del capitano Antoine Bollo, 27 febbraio 1809.

Una lettera di corsa, detta anche lettera di marca o patente di corsa, era un documento emesso da un governo di uno Stato nazionale che autorizzava il titolare ad attaccare e a catturare vascelli di uno Stato in guerra con l'emissario del documento. Veniva di norma usata per autorizzare privati a correre il mare a danno nemico.

## Storia

### La lettera di corsa dal Medioevao alla prima Età moderna
Fino agli ultimi decenni del XVII secolo, le lettere di corsa erano degli strumenti giuridici di origine medievale che, almeno teoricamente, avevano un raggio d'azione più circoscritto rispetto alle patenti dei secoli successivi. Inizialmente, infatti, le lettere di corsa erano degli atti emessi da organi giuridici (legati a signori locali, a re oppure ad altre enti pubblici) a persone che erano state derubate da soggetti di altri stati e non erano riuscite a ottenere giustizia in nessun tribunale. Il titolare di questo tipo di lettere di corsa otteneva la tutela giuridica di attaccare qualsiasi imbarcazione che facesse capo alla stessa comunità degli individui che lo avevano danneggiato e solo fino a che non avesse recuperato il valore dei beni persi precedentemente.
Ulteriore differenza rispetto alle lettere di corsa del XVIII secolo è che quelle medievali erano tipicamente elargite in tempi di pace e non erano quindi necessariamente indirizzate a potenze nemiche. È altrettanto vero, però, che spesso e volentieri il rilascio di queste lettere seguiva logiche più politiche che legali e che uno stato poteva favorire l'elargizione di lettere di corsa al fine di minare le economie rivali.

### I cambiamenti in Età moderna
Le guerre di corsa nell'età moderna rappresentarono una quasi logica evoluzione della conclusione della stagione delle grandi scoperte (dopo che l'America e l'Oceano Indiano erano stati ormai ben individuati e colonizzati), quando per l'esaurimento di nuove terre ricche da scoprire e colonizzare non restò che aggredire le terre già colonizzate, spostando su questi mari il naviglio precedentemente impiegato in esplorazioni (anch'esso composto di navi armate - in senso militare). In proposito, tra gli episodi più famosi si ricordano l'operato di Francis Drake e dei Sea Dogs nello scontro tra Spagna e Inghilterra e l'utilizzo tra le parti in conflitto nella quasi-guerra alla fine del XVIII secolo.

### La dichiarazione di Parigi del 1856
L'emissione di lettere di corsa a privati venne vietata dapprima con il trattato di Utrecht (1713) e fu poi definitivamente bandita per i firmatari della Trattato di Parigi del 1856, stipulato subito dopo la fine della guerra di Crimea.
Durante la guerra civile americana, sia gli Stati dell'Unione che gli Stati Confederati d'America emisero delle lettere di corsa, gli USA ne fecero ricorso anche durante la guerra ispano-americana nel 1898, con le quali s'impegnarono ad attenersi ai principi della Dichiarazione di Parigi per tutta la durata delle ostilità.

### L'utilizzo in era contemporanea
Ad oggi la pratica è in disuso nonché vietata da trattati internazionali, come la convenzione per la repressione degli atti illeciti contro la sicurezza della navigazione marittima del 1988, tuttavia negli Stati Uniti la Costituzione prevede per il Congresso il potere di concedere le lettere di corsa.

## Caratteristiche
Il contenuto formale dell'atto era in realtà un'autorizzazione rilasciata all'agente ad oltrepassare i confini nazionali ("marca", sta per frontiera) perché una volta oltre confine potesse legittimamente cercare, catturare o distruggere beni o personale della fazione ostile ("rappresaglia"), non necessariamente una nazione, in modo e con un'entità che fosse proporzionata all'offesa originale, obiettivo da raggiungersi, originariamente, in una sola "corsa".
In tempo di guerra, con tale strumento un monarca poteva facilmente convincere i privati a trasformare la loro attività mercantile in un'impresa bellica: la lettera autorizzava il detentore a portare avanti tutte le forme di ostilità consentite in mare dagli usi della guerra, cioè l'attacco di navi straniere, la loro confisca come premio e l'imprigionamento dell'equipaggio catturato, ad esempio sia a fini di riscatto sia per la tratta degli schiavi.